# 大人計画
大人計画（おとなけいかく）は、日本の劇団及び芸能事務所。劇団の主宰は松尾スズキ。「有限会社大人計画」が運営している。

## 沿革
1988年、松尾スズキ作『絶妙な関係』公演で旗揚げ。1991年に宮藤官九郎が参加。以降『ウーマンリブ』シリーズの作・演出を手がけている。この他にも、松尾スズキによるプロデュース公演『日本総合悲劇協会』などの企画公演も定期的に開催している。
1995年、阿部サダヲ・宮藤官九郎・村杉蝉之介の3名によるコントユニット「グループ魂」を結成。1997年以降はロックバンドとしての活動も開始した。
2012年に当時大人計画の研究生として在籍していた矢本悠馬、青山祥子、井上尚、菅井菜穂が「劇団こまつな」を旗揚げ。
劇団であると同時に芸能プロダクションとしても運営しており、同社に所属している俳優の中には、マネジメント契約のみで所在している俳優もいる。また、劇団員の一部の芸名は松尾スズキによって命名された。

## アーティスト

### 現在
※公式サイトでは2020年11月のリニューアル以降、劇団員とマネジメント契約の区別が明確にされていない。
- 松尾スズキ（主宰）
- 宮藤官九郎
- 顔田顔彦
- 阿部サダヲ
- 正名僕蔵
- 宮崎吐夢
- 皆川猿時
- 村杉蝉之介
- 荒川良々
- 近藤公園
- 三宅弘城（ナイロン100℃所属）
- 小松和重
- 少路勇介
- 星野源（音楽活動はアミューズ）
- 上川周作
- 篠原悠伸
- 井口昇
- 細川徹
- 池津祥子
- 伊勢志摩
- 宍戸美和公
- 猫背椿
- 田村たがめ
- 平岩紙
- 小林きな子
- 中井千聖
- 新井亜樹
- グループ魂

### 過去
- 温水洋一
- 片葉みはる
- 青島寒月
- 立石明石
- 久留蝶丸
- 山本密（現・山本大介）
- 鈴川麻王
- 桑畑虚
- 武沢物語
- 宮沢紗恵子
- 富川一人
- 青山祥子（2010年 - 2014年、研究生として在籍）[5]
- 矢本悠馬（2011年 - 2016年、研究生として在籍）[4][3]
- 井上尚
- 菅井菜穂